# جدإبى (إب)

تعديل مصدري - تعديل

جدابى محلة تابعة لقرية ذي سود، التابعة لعزلة ميتم بمديرية إب إحدى مديريات محافظة إب في الجمهورية اليمنية.، بلغ تعداد سكانها 218 حسب تعداد اليمن لعام 2004.